# Indiana Jones és az utolsó kereszteslovag
Az Indiana Jones és az utolsó kereszteslovag (Indiana Jones and The Last Crusade) egy 1989-ben bemutatott, Steven Spielberg által rendezett kalandfilm Harrison Ford főszereplésével. A filmben ismét Az elveszett frigyláda fosztogatói és az Indiana Jones és a végzet temploma vakmerő kalandora, Indiana Jones a főszereplő. A film 1938-ban, az első rész eseményei után játszódik.

## Történet

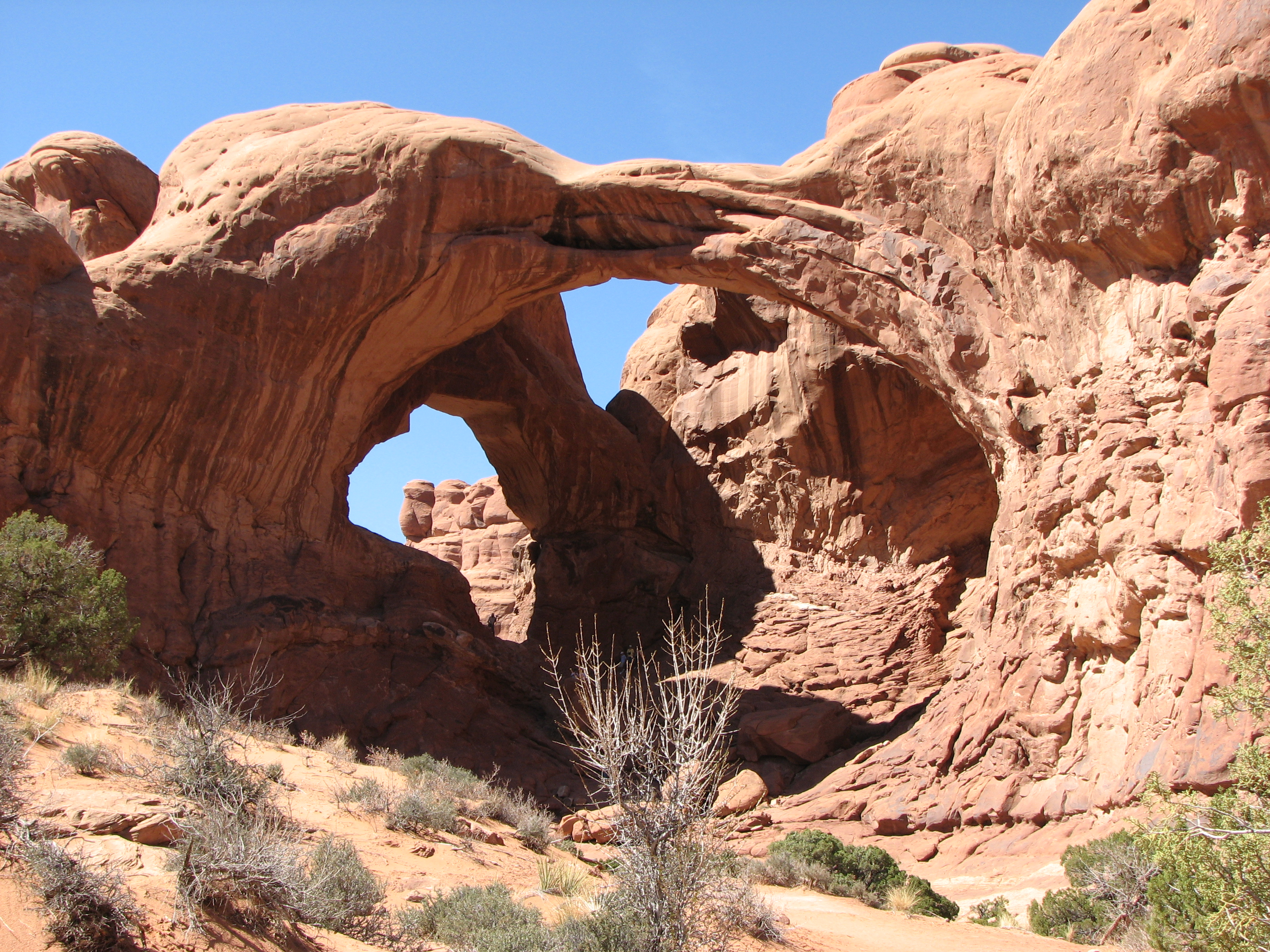
A film első jeleneteinek helyszíne, a Utah állambeli Arches Nemzeti Parkban található Double Arch

A történet 1912-ben, Utah államban veszi kezdetét, amikor a még kamasz Indiana Jones szemtanúja lesz, amint néhány sírrabló egy barlangban megtalálja Coronado régóta elveszettnek hitt keresztjét. Indy az őt kísérő barátját megkéri, értesítse a seriffet, majd elorozza a keresztet a rablók elől, akik aztán üldözőbe veszik. Menekülés közben a lováról felkapaszkodik egy cirkuszvonatra, ahol veszélyes állatokkal megtöltött kocsikon keresztül próbál egérutat nyerni, sikeresen. Hazaérve az apjától akar segítséget kérni, ám az csak a naplója írásával van elfoglalva. Ekkor állít be hozzájuk a seriff, akinek Jones átadja a keresztet. A seriff azonban a háta mögött megjelenő rablók kezébe nyomja a műkincset, azt állítva, hogy ők a jogos tulajdonosok. A rablók egy panamakalapos üzletembernek adják át a keresztet, a vezérük azonban, mivel tetszett neki Indy elszántsága, biztató szavak kíséretében a fejére nyomja saját kalapját – amely a későbbiekben Jones ruházatának elmaradhatatlan részévé válik.
1938-ban, a portugál partok közelében Indiana ismét a keresztért küzd, s bár elfogják, a viharban hánykolódó hajón lerázza fogvatartóit, s visszaszerzi a műkincset az ezúttal is jelenlévő panamakalapos férfitől. Némi dulakodás után sikerül leugrania a hajóról, amelynek szállítmánya néhány másodperccel később felrobban, s minden utasa meghal. Indy egy mentőövnek köszönhetően menekül meg.
A munkahelyéről, az egyetemről néhány titokzatos férfi Walter Donovan műgyűjtőhöz viszi Jonest. Donovan egy félbetört homokkőtáblát mutat meg neki, amelynek 12. századi latin szövege a Szent Grál megtalálásának helyét írja körül, de túlzottan homályosan, és a letört darab miatt hiányosan. A Grál egy kehely, amelyről a párbeszéd során kiderül, hogy a legenda szerint Jézus ebből ivott az utolsó vacsorán, keresztre feszítése után pedig Arimathiai József ebben fogta fel a sebeiből kifolyó vért; ezer éven át elveszettnek hitték, a keresztes hadjáratok során azonban három keresztes lovag, három testvér megtalálta. Egyikük ott maradt a kőtábla szerint örök életet adó Grált őrizni, ketten pedig 150 év elteltével visszaindultak Frankhonba, de csak egyikük ért haza; ő a történetet elmesélte egy ferences rendi szerzetesnek, aki egy – immár Donovan birtokában lévő – könyvben meg is örökítette a beszámolót. Donovan szerint az írás felfedheti azt a két, a hazatérő lovag által hátrahagyott „útjelzőt”, amelyekből fény derülhet a Grál helyére. Az egyik útjelző a félbetört tábla, a másik pedig az útközben meghalt lovag koporsójában van, a kutatás vezetőjének feltételezése szerint valahol Velencében. Kiderül, hogy a kutatás vezetője nem más, mint a Grált már 40 éve kereső idősebb Henry Jones, Indy apja, aki azonban a kutatási anyagával együtt nyomtalanul eltűnt. Donovan ezért Indianát kéri meg a keresés folytatására.
Jones apja házához hajt munkatársa, Marcus Brody társaságában. Valakik azonban jártak ott előttük, mert a berendezést feldúlva találják. Indy rájön, hogy azt a csomagot keresték, amelyet néhány órával korábban az egyetemen kapott kézhez: apja Velencéből elküldte neki a Grál-naplóját, a teljes kutatási anyagot. Indy úgy dönt, utána indul Velencébe.
Marcus is vele tart, Indy zsebében pedig ott van a Grál-napló. A lagúnák városában a fiatal és csinos Dr. Elsa Schneider várja őket, az idősebb Jones korábbi munkatársa. Elmondja nekik, hogy Indy apja egy könyvtárban tűnt el, s csak egy római számokat tartalmazó papírfecni maradt utána. Visszamennek a könyvtárba, ahol a papíron és a teremben látható három római szám (III., VII., X.) alapján Indy rájön, hogy a lovag sírjának valahol az épület alatt kell lennie. Az X által jelzett helyen felnyitják a kőpadlózatot, s találnak egy katakombát, amelybe Schneider és Jones lemásznak. Az őrködő Brodyt rövid idő múlva hátulról leüti néhány férfi, Indyék pedig egy patkányoktól hemzsegő, petróleummal teli folyosóra érnek. Sikerül megtalálniuk a koporsót, benne a pajzzsal, amelyről lemásolják a felirat hiányzó részét, de üldözőik rájuk gyújtják a petróleumot, s csak a koporsó alatt találnak menedéket. Végül meglelik a kijáratot, de továbbra is menekülni kényszerülnek. Motorcsónakba ugranak, s a szerencsének is köszönhetően sikerül lerázniuk üldözőiket. A vezetőjüket, Kazimot foglyul is ejtik, s megtudják tőle, hogy a Keresztes Kard Testvéri Társaság tagjaként a Grál védelmezése az egyetlen célja. Úgy döntenek, elengedik őt, mert elárulja nekik, hogy az idősebb Jonest a német-osztrák határ közelében található brünwaldi kastélyban tartják fogva.
A velencei hotelban Indy és Marcus a felirat másolatából megtudják, hogy a keresett város neve Alexandretta (a mai İskenderun), annak a közelében találják majd meg a Grált. Indy és Elsa szobáját eközben valaki feldúlja. A nő csak ekkor tudja meg, hogy a napló a férfinál van, veszekedés tör ki közöttük, amely végül szeretkezésbe fordul.
Ausztriába már csak Elsa kíséri el Indyt, s miután a kastélyba könnyen bejutnak, felfedezik, hogy egy náci főhadiszálláson vannak. Megtalálják Henry szobáját, Indy az ablakon keresztül be is jut hozzá, mindeközben azonban Elsát elfogja egy Vogel nevű SS-tiszt. Indiana leteszi a fegyverét, hiába figyelmezteti az apja, hogy a nő is náci: Elsa maga veszi ki a naplót a férfi zsebéből, s adja át Vogelnek. A kastélyban feltűnik Donovan is, aki tehát szintén a nácikkal együttműködve kutat a Grál után. A naplóban azonban hiába keresi a kulcsfontosságú térképet, mivel az Marcusnál maradt, aki közben már İskenderunba utazott. Ott találkozik Sallah-val, Indy régi barátjával, de mindössze néhány perc után elrabolják.

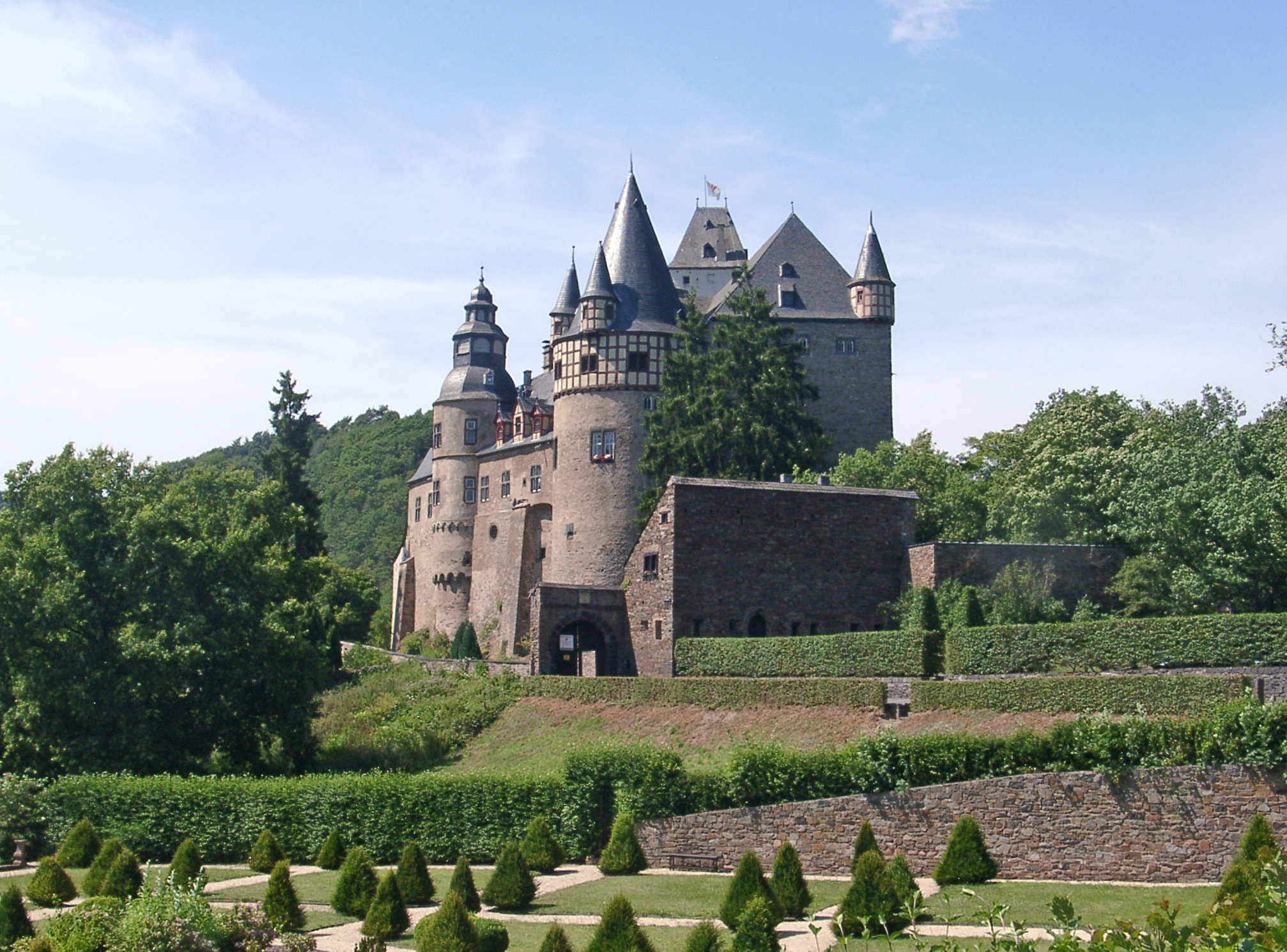
A Németország nyugati részén, Sankt Johannban található Bürresheim-kastély, amely a filmben a német-osztrák határ menti brünwaldi kastélyként jelenik meg

A két Jonest a kastély egyik termében egymáshoz kötözik, majd magukra hagyják. Egy öngyújtó segítségével próbálnak kiszabadulni, de az idősebb Jones ügyetlenségében felgyújtja a szobát. A tűz elől egy kandallónak látszó, valójában a szomszéd szobába nyíló titkos forgóajtóhoz vonszolják magukat; véletlenül megfordítják az ajtót, és egy nácikkal teli rádiós szobában találják magukat, de miután leoldozzák a kötelet, sikerül megszabadulniuk tőlük, majd a kastélyból is kijutnak. Oldalkocsis motoron folytatják a menekülést, de négy motoros üldözőbe veszi őket. Miután őket is lerázzák, egy útelágazáshoz érnek, ahol vita alakul ki köztük, mert a fiatalabb Jones Marcus után akar menni, az idősebb szerint viszont szükség van a naplóra, mert abban van leírva, hogy milyen csapdák várnak a Grál megtalálóira. Berlinbe indulnak tehát, ahol a Führer jelenlétében éppen könyvégetés és katonai parádé folyik. A náci egyenruhába bújó Indy visszaszerzi a naplót Elsától, aki hagyja elmenekülni a két Jonest, a tömeg azonban éppen az aláírásokat osztogató Hitler útjába sodorja őket; a váratlan találkozás eredményeként ők is kapnak egy autogramot a naplóba.
Ezután a reptér felé veszik az irányt, ahol sikerül jegyet szerezniük az első olyan léghajóra, amely elhagyja Németországot. Vogel itt is a nyomukban van ugyan, de az ezúttal egy jegyellenőr egyenruháját magára öltő Indy egyszerűen kidobja őt az éppen indulni készülő hajó ablakán. Útközben a Grál megtalálása előtt rájuk váró három csapdát tanulmányozzák, a hajó azonban egyszercsak megfordul, hogy visszatérjen Berlinbe. Indyék ezért ellopják a zeppelinhez rögzített dupla szárnyú kisrepülőt, de nem sokáig tudnak a levegőben maradni, mert két Messerschmitt a nyomukba ered, s bár ők nem találják el a gépüket, az ismét ügyetlenkedő idősebb Jones géppuskával szétlövi a saját repülőjük függőleges vezérsíkját. A kényszerleszállást követően autóval folytatják a menekülést. Az egyik vadászgéptől egy alagútban sikerül megszabadulniuk, ahova egy rossz manőver következtében követi őket. A másik repülőgépnek az ezúttal hasznossá váló idősebb Jones okozza vesztét: esernyőjével felzavarja a tengerparton összegyűlt sirályokat, éppen a közeledő vadászgép légcsavarjai közé, amely emiatt irányíthatatlanul csapódik a közeli sziklafalba.
Donovant és Vogelt İskenderunban fogadja a Hatay Köztársaság vezetője, akivel a kutatás és a Grál elszállításának engedélyezéséről tárgyalnak. Ellentételezésként egy láda kincset ajánlanak fel, a szultánnak azonban az a Rolls-Royce Phantom II tetszik meg, amellyel Donovanék érkeztek. Elragadtatásában fegyveres kíséretet, lovakat, tevéket és egy első világháborús tankot ajánl fel Donovannak.
A két Jones szintén megérkezik a városba, és Sallah társaságában a Marcust és Elsát is szállító konvoj nyomába erednek. Feltűnik Kazim is, aki hittársaival sikertelen támadást indít a nácik és kísérőik ellen. A kavarodásban Indy lovakat, Sallah tevéket szerez, az idősebb Jonest azonban foglyul ejtik, amikor meggondolatlanul bemászik a tankba Marcus után.
A harckocsi Vogel parancsnoksága alatt üldözőbe veszi a lovon menekülő Indyt, a nehezen manőverező jármű azonban képtelen eltalálni őt a pontatlanul célzó ágyúival. Jones felkapaszkodik a tankra, egy lövéssel megöl három katonát, de Vogel hátulról elkapja a nyakát egy vastag lánccal. Egy alkalmas pillanatban az idősebb Jones és Brody is rátámad fogvatartóikra, és – többek között egy töltőtoll segítségével – sikerül ártalmatlanítani őket, amit Henry arra használ fel, hogy belelő a mellettük haladó, katonákkal teli teherautóba. A robbanás miatt a még mindig Vogellel verekedő Indy leesik a tank tetejéről, és csak az egyik oldalsó ágyúcsőben tud megkapaszkodni. Vogel ásóval ütni kezdi a kezét, ami miatt elengedi a csövet, de táskájának a szíja fennakad, így nem képes leugrani. Éppen egy sziklafal közvetlen közelében haladnak – Indy is ezen az oldalon lóg –, néhány méterre egy nagy kiszögelléstől, ezért Vogel kiadja a parancsot a tankvezetőnek (aki a dulakodásból mindvégig kimaradt, ezért Henryék nem foglalkoztak vele), hogy tartsa a járművet a szikla felé. Marcusék eközben megpróbálnak kimászni, az egyik magához térő náci azonban az idősebb Jonesra veti magát. Brody egy lövedékkel hátulról leüti a katonát, akinek a fegyvere ettől elsül, a golyó pedig gellert kapva homlokon találja a jármű vezetőjét; holtteste éppen úgy dől rá a botkormányra, hogy azzal a sziklafaltól távolabbra irányítja a tankot. A váratlan manővertől Vogel elveszti az egyensúlyát, ami időt ad Indynek, hogy visszakapaszkodjon a harckocsira. Henry és Marcus végre kimásznak, de Vogel ismét rájuk támad. Indy véletlenül lelöki a járműről Brodyt, de nem történik baja, az idősebb Jones azonban a lánctalpakra esik az ásóval csapkodó Vogel miatt, s Indy csak az ostorával tudja elkapni a lábszárát, hogy ne essen a tank elé. Sallah épp jókor érkezik lovon, lesegíti Henryt a tankról, amelyet már csak néhány méter választ el egy mély szakadéktól. Indy és Vogel tovább verekszik, nem észlelve a veszélyt, az utolsó pillanatban azonban Jones le tud ugrani a Vogellel együtt mélybe zuhanó járműről.
A nácik, Donovannal és Elsával, megtalálják a Grált rejtő, sziklába vájt templomot, de már az első csapdán sem tudnak átjutni. A szultán katonáit kényszerítik próbálkozásra, de többjüket lefejezi egy hatalmas penge. Közben megérkeznek Indyék, és a háttérből figyelik egy darabig az eseményeket, ám felfedezik őket. Donovan hasba lövi az idősebb Jonest, így kényszeríti Indyt, hogy saját maga induljon útnak. Neki – a napló segítségével – sikerül átjutnia az első próbán, a csapdát hatástalanítja, így a többiek követni tudják őt. A második és a harmadik próbán szintén túljut, majd megérkezik egy aranykelyhekkel teli helyiségbe, benne a Grált őrző lovaggal. A lovag rátámad Indyre, de kardjának súlya lehúzza öreg testét, így legyőzöttként át akarja adni fegyverét Indynek, hogy ő őrizze tovább a Grált, ebben a pillanatban azonban belép Donovan és Elsa. A lovag figyelmezteti őket, hogy amíg a Grál életet ad, addig a többi kehely megöli azt, aki iszik belőle, és maguknak kell választaniuk. A tanácstalan Donovan Elsára bízza a döntést, a nő azonban szándékosan rossz kelyhet ad a férfi kezébe, akinek a teste a vízbe kortyolást követően néhány másodperc alatt megöregedik, majd elporlad. Indy is keresgélni kezd, s egy fából készült kehelyre esik a választása. Miután iszik belőle, a lovag megerősíti döntése helyességében, azonban figyelmezteti őt, hogy a templomból nem lehet kivinni a Grált: ez a halhatatlanság ára.
Indy apjához igyekszik, és a Grál vizével másodpercek alatt begyógyítja a súlyos sebet. Elsa ezután kezébe veszi a kelyhet, majd a lovag figyelmeztetése ellenére átlépi a határt jelző nagy pecsétet, amitől a templom omladozni kezd, a föld pedig megnyílik alattuk. Elsa belecsúszik a kinyíló szakadékba, Indy kapja el a kezét, ám ahelyett, hogy kimászna, a nyílás szélén megakadó Grált próbálja elérni, de hiába, a keze kicsúszik Indyéből és lezuhan. A tovább omló föld miatt Jones is majdnem utána esik, apja fogja meg a kezét, ám először ő sem felkapaszkodni próbál, hanem a Grált elérni, végül mégis hallgat apja figyelmeztető szavára, a Grált pedig ott hagyják. Miután kimenekülnek az épületből, Marcus és Sallah társaságában lovaikon távoznak a naplementében.

## Szereplők
| Színész          | Szerep                 | 1. szinkron (eredeti) | 2. szinkron (DVD) |
| ---------------- | ---------------------- | --------------------- | ----------------- |
| Harrison Ford    | Indiana Jones          | Csernák János         | Csernák János     |
| Sean Connery     | Henry Jones professzor | Sinkovits Imre        | Sinkovits Imre    |
| Denholm Elliott  | Dr. Marcus Brody       | Makay Sándor          | Tolnai Miklós     |
| Alison Doody     | Dr. Elsa Schneider     | Fehér Anna            | Balázs Ági        |
| John Rhys-Davies | Sallah                 | Kézdy György          | Gesztesi Károly   |
| Julian Glover    | Walter Donovan         | Tolnai Miklós         | Barbinek Péter    |
| River Phoenix    | a fiatal Indy          | Rudolf Péter          | Markovics Tamás   |
| Michael Byrne    | Vogel ezredes          | Buss Gyula            | Áron László       |
| Kevork Malikyan  | Kazim                  | Vogt Károly           | Németh Gábor      |
| Robert Eddison   | Grál lovag             | Szoó György           | Kun Vilmos        |
| Alexei Sayle     | Szultán                | Pákozdi János         | Cs. Németh Lajos  |
| Paul Maxwell     | Panamakalapos férfi    | Varga Tamás           | Varga Tamás       |
| J.J. Hardy       | Herman                 | Kerekes József        | Minárovits Péter  |
| Bradley Gregg    | Roscoe                 | Forgács Péter         | Szokol Péter      |

|                       | 1. szinkron (eredeti)             | 2. szinkron (DVD)        |
| --------------------- | --------------------------------- | ------------------------ |
| készítő               | Magyar Szinkron- és Videovállalat | Balog Mix Stúdió         |
| készítési év          | 1989                              | 2000                     |
| stáblista felolvasása | Bozai József                      | Kovács M. István         |
| magyar szöveg         | Résch Éva                         | Résch Éva                |
| hangmérnök            | Hargitai János                    | Gyapjas Károly           |
| rendezőasszisztens    | Lengyel László                    |                          |
| vágó                  | Kiss László                       | Kocsis Éva               |
| gyártásvezető         | Miklai Mária                      | Miklai Mária             |
| szinkronrendező       | Kosztola Tibor                    | Kiss Lajos, Balog Mihály |